# 金大班的最後一夜 (電影)
《金大班的最後一夜》是1984年上映的台灣電影，由白景瑞執導，姚炜、欧阳龙、沈海蓉主演，改編自白先勇1968年的同名短篇小說。

## 故事概要
金兆丽是台北市「夜巴黎舞厅」的领班舞女。她原是上海百乐门舞厅的头牌舞女。如今年届四十，嫁做商人妇。
在她舞女生涯的最后一天，回忆起过去二十年的种种往事。

## 音樂
- 主題曲：〈最後一夜〉，蔡琴演唱。

## 外部連結
- 開眼電影網上《金大班的最後一夜》的資料（繁體中文）
- 香港影庫上《金大班的最後一夜》的資料（繁體中文）
- 时光网上《金大班的最後一夜》的資料（简体中文）
- 豆瓣电影上《金大班的最後一夜》的資料 （简体中文）
- AllMovie上《金大班的最後一夜》的资料（英文）
- 互联网电影数据库（IMDb）上《金大班的最後一夜》的资料（英文）